# Seggana
Seggana (em árabe: رقانة) é uma cidade localizada na província de Batna, no noroeste da Argélia. Sua população era de 5 769 habitantes, em 2008.